# FK Atlantas
El FK Atlantas Klaipėda és un club de futbol lituà de la ciutat de Klaipėda.

## Història
Evolució del nom:
- 1962: FK Granitas Klaipėda
- 1992: FK Granitas-Aras Klaipėda
- 1993: PSK Aras Klaipėda
- 1995: FK Atlantas Klaipėda

## Palmarès
- Lliga lituana de futbol: 4
  - 1978, 1980, 1981, 1984

- Copa lituana de futbol: 6
  - 1977, 1981, 1983, 1986, 2001, 2003

## Entrenadors
| - Algirdas Klimkevičius (19??–66) - Algirdas Vosylius (1967–??) - Romualdas Dambrauskas (19??–70) - Henrikas Markevičius (1976–78) - Fiodoras Finkelis (1978) - Vladas Ulinauskas (1980) - Romas Lavrinavičius (1981) - Algirdas Mitigaila (1982–83) - Česlovas Urbonavičius (1984–86) - Vytautas Gedgaudas (1986–89) - Česlovas Urbonavičius (1984) - Vytautas Gedgaudas (1992–March 95) - Algirdas Mitigaila (March 1995–00) - Arūnas Šuika (2000) - Vacys Lekevičius (2001–04) - Šenderis Giršovičius (2002) - Igoris Pankratjevas (2003–05) | - Vacys Lekevičius (2005) - Igoris Pankratjevas (2006) - Arminas Narbekovas (2006–07) - Mindaugas Čepas (2008–09) - Šenderis Giršovičius (2009–10) - Saulius Mikalajūnas (Dec 23, 2009–May 20, 2010) - Igoris Pankratjevas (2010) - Vitalijus Stankevičius (2011) - Romualdas Norkus (March 1, 2012 – June 30, 2012) - Sébastien Roques (July 2012–Nov 12) - Konstantin Sarsania (Jan 1, 2013–May 27, 2017) - Sergej Savchenkov (May 28, 2017–Jun 13, 2017) - Rimantas Žvingilas (Jun 13, 2017–Jul 23, 2017) - Igoris Pankratjevas (Jul 23, 2017–end of 2017) - Algimantas Briaunys (January 2018– August 30, 2018) - Anatoli Shelest (September 2018–November 2018) - Viktors Dobrecovs (February 2019) - Donatas Navikas (November 2019) |